# Euphyia undifraga
Euphyia undifraga là một loài bướm đêm trong họ Geometridae.